# Francisco Fernández de la Cueva (m. 1637)
Francisco Fernández de la Cueva y de la Cueva (Cuéllar, 1575-Madrid, 18 de julio de 1637) fue un noble, militar, político y diplomático español, titulado VII duque de Alburquerque, que estuvo al servicio de Felipe III y de Felipe IV de España y fue virrey de Cataluña y de Sicilia, y presidente de los Consejos Supremos de Italia y de Aragón, destacando el de embajador en Roma (la embajada más importante) entre otros cargos.

## Biografía
Nació en el castillo de Cuéllar y fue bautizado en la iglesia de San Martín el 28 de abril de 1575. Era hijo de Beltrán III de la Cueva y Castilla, VI duque de Alburquerque, y de su primera mujer, Isabel de la Cueva y Córdoba, hija de los IV duques de la misma casa. A la muerte de su padre, ocurrida en 1612, sucedió en el ducado, titulándose IV marqués de Cuéllar, VII conde de Huelma y de Ledesma, VII señor de los estados de Mombeltrán, Pedro Bernardo, La Codosera y otros.
En 1615 fue nombrado por Felipe III virrey de Cataluña, cargo que desempeñó hasta 1619, cuando le sucedió don Fernando Afán de Ribera y Téllez-Girón, III duque de Alcalá de los Gazules.
Tras ello fue elegido como embajador en Roma en el 1619, un año después de que empezase la guerra de los treinta años. El nombramiento de este embajador estuvo claramente influenciado por el conde duque de Olivares y corresponde al cambio de políticas por parte de la corona, unas políticas encaminadas a defender el catolicismo y mantener la hegemonía de los Habsburgo en Europa.
Combatió el bandidaje con dureza hasta erradicarlo, para lo cual no dudó en violentar las constituciones del Principado y obviar aquellas que le limitaban en su capacidad de acción. Así procedió a demoler varias fortalezas de la nobleza rural en las que las partidas de bandidos encontraban refugio. Sus medidas de represión contaron con el apoyo tácito de las élites urbanas, principalmente con las de Barcelona, pues el crecimiento del bandolerismo habíase convertido en un elemento claramente disruptivo de la actividad comercial del Principado.
En 1627 es nombrado Virrey de Sicilia, y durante su mandato dispuso que se fundieran en bronce las estatuas de Carlos I de España y Felipe IV de España que allí se conservan, ocupando este cargo hasta 1632.
Perteneció a los Consejos de Estado y de Guerra de Felipe IV de España, de quien también fue embajador en Roma, y finalmente presidente de los Consejos Supremos de Italia y de Aragón.
José Antonio Álvarez Baena, en su catálogo de los varones ilustres, lo llama uno de los Grandes de mayor mérito de su tiempo, y Lope de Vega también lo elogia en su Laurel de Apolo. Falleció en Madrid el 18 de julio de 1637.

## Matrimonios y descendencia
Contrajo primer matrimonio siendo únicamente marqués de Cuéllar en Alba de Tormes el 23 de agosto de 1598 con Antonia de Toledo y Beaumont, hermana del V duque de Alba de Tormes e hija de los V condes de Lerín, de quien no tuvo sucesión, por lo que contrajo segundas nupcias con Ana María de Padilla Manrique y Acuña, hija de Martín de Padilla, I conde de Santa Gadea. Nació de este enlace un único hijo:
- Beltrán IV de la Cueva y Padilla, V marqués de Cuéllar, que murió en Barcelona a los 15 años de edad.

Casó por último con Ana Enríquez de Cabrera y Colonna, hija de Luis Enríquez de Cabrera y Mendoza, IV duque de Medina de Rioseco, VIII almirante de Castilla, y de Victoria Colonna, hija del Gran Condestable de Nápoles, siendo padres de:
- Francisco Fernández de la Cueva y Enríquez de Cabrera, VIII duque de Alburquerque.
- Gaspar de la Cueva y Enríquez de Cabrera, general de la artillería del ejército de Extremadura en la guerra contra Portugal.
- Melchor Fernández de la Cueva y Enríquez de Cabrera, que posteriormente sería IX duque de Alburquerque.
- Baltasar de la Cueva y Enríquez de Cabrera, XX virrey del Perú, casado con Teresa Arias de Saavedra y Enríquez, VII condesa de Castellar, IV marquesa de Malagón.
- José de la Cueva y Enríquez, Colegial mayor de San Bartolomé de Salamanca, canónigo de la Santa Iglesia de Toledo y canónigo de la de Sevilla, entre otros cargos.
- Isabel de la Cueva y Enríquez, casada primeramente con Jorge Manrique de Lara, IV duque de Maqueda y VI de Nájera, y por último con Pedro Nuño Colón de Portugal y Castro, VI duque de Veragua y virrey de Nueva España.
- Ana de la Cueva y Enríquez, casada con Juan Enríquez de Borja y Almansa, VIII marqués de Alcañices, II marqués de Santiago de Oropesa.
- María de la Cueva y Enríquez, que falleció de niña.
- Victoria de la Cueva y Enríquez, que falleció de niña.